# Женская сборная Мартиники по волейболу
Женская национальная сборная Мартиники по волейболу (фр. Équipe de Martinique de volley-ball féminin) — представляет Мартинику на международных волейбольных соревнованиях. Управляющей организацией выступает Волейбольная лига Мартиники (фр. Ligue Martiniquaise de Volley-ball — LMVB).

## История
Волейбольная лига Мартиники входит в состав Французской федерации волейбола, но в 1992 году также вступила в ФИВБ и NORCECA.
В 1998 году на Мартинике впервые проходил Карибский чемпионат по волейболу и среди его участников была и женская сборная хозяев соревнований, для которой это стало дебютом в международных турнирах. Чемпионат для команды Мартиники сложился удачно — опередив многих старожилов первенств Карибской зональной волейбольной ассоциации (CAZOVA), мартиникские волейболистки завоевали бронзовые медали. Впоследствии сборная Мартиники ещё четырежды участвовала в Карибских чемпионатах, но выше 4-го места уже не поднималась.
В 2012 году женская команда Мартиники впервые стартовала в отборочном турнире чемпионата мира, но проиграла в первом групповом раунде 4 матча из четырёх проведённых сборным Гаити (дважды), Кюрасао и Американских Виргинских островов и выбыла из дальнейшей борьбы за путёвки на мировое первенство.
В отборочном турнире чемпионата мира 2018 на 1-м этапе мартиникские волейболистки в своей группе заняли 2-е место и вышли во 2-й раунд континентальной квалификации. Полуфинальный этап отбора был совмещён с Карибским чемпионатом и на нём сборная Мартиники стала 6-й, завершив борьбу за попадание на мировое первенство.

## Результаты выступлений и составы

### Чемпионаты мира
До 2010 в отборочных турнирах чемпионатов мира сборная Мартиники участия не принимала.
- 2014 — не квалифицировалась
- 2018 — не квалифицировалась

- 2014 (квалификация): Селия Анри, Сорая Язза, Стефани Трефль, Коралин Жозеф-Роз, Таня Вийеронс, Сабрина Леопольди, Лорианн Гвед, Мария Делаг, Мелисса Сирилла. Тренер — Микаэль Трамис.
- 2018 (квалификация): Анабель Арон, Аида Сабино, Элэжа Абати, Сандрин Само, Беатрис Сирийя, Гаэль Лабур, Людмила Икан, Нек Рогатьен, Сорая Язза, Лорианн Гвед, Фредерик Сотон, Памела Кизи, Ноэми Бельтран, Мелисса Сирийя, Беатрис Жозеф, Коралин Сиба, Синди-Анн Бертран, Селия Анри, Стефани Трефль. Тренер — Рене Мелинар.

### Карибский чемпионат
Сборная Мартиники участвовала в шести Карибских чемпионатах.
- 1998 —  3-е место
- 2000 — 4-е место
- 2002 — 4-е место
- 2004 — 6-е место
- 2008 — 5-е место
- 2017 — 6-е место

## Состав
Сборная Мартиники во 2-м раунде североамериканского отборочного турнира чемпионата мира 2018 (июль 2017).
| №  | Имя, фамилия   | Год рождения | Рост | Амплуа      | Клуб      |
| -- | -------------- | ------------ | ---- | ----------- | --------- |
| 1  | Аида Сабино    | 1980         | 177  | центральная | «Эспуар»  |
| 2  | Элэжа Абати    | 1993         | 182  | центральная | «Сен-Мор» |
| 3  | Беатрис Сирийя | 1991         | 177  | нападающая  | «Гояве»   |
| 4  | Людмила Икан   | 1990         | 178  | нападающая  |           |
| 5  | Беатрис Жозеф  | 1976         | 174  | нападающая  | «Эклер»   |
| 6  | Сорая Язза     | 1978         | 168  | связующая   | «Эспуар»  |
| 7  | Лорианн Гвед   | 1988         | 173  | центральная | «Эспуар»  |
| 8  | Памела Кизи    | 1982         | 172  | либеро      | «Эвель»   |
| 9  | Ноэми Бельтран | 1998         | 174  | нападающая  | «Район»   |
| 10 | Мелисса Сирийя | 1996         | 163  | нападающая  | «Район»   |
| 11 | Селия Анри     | 1980         | 162  | либеро      | «Эспуар»  |
| 14 | Стефани Трефль | 1987         |      | нападающая  | «Эспуар»  |

- Главный тренер — Рене Мелинар.
- Тренеры — Роберто Диналь, Роже Мелинар.